# Coulmiers
Coulmiers település Franciaországban, Loiret megyében. Lakosainak száma 565 fő (2022. január 1.). Coulmiers Baccon, Charsonville, Épieds-en-Beauce, Gémigny, Huisseau-sur-Mauves és Rozières-en-Beauce községekkel határos.

## Népesség
A település népességének változása:
| Lakosok száma | 302  | 521  | 591  | 528  | 561  | 552  | 536  | 541  | 544  | 565  |
|               | 1968 | 1982 | 1990 | 2006 | 2013 | 2015 | 2017 | 2019 | 2020 | 2022 |